# Nosirbek Otaqo'ziyev
Nosirbek Otaqo'ziyev (30 gennaio 1984) è un ex calciatore uzbeko, di ruolo attaccante.

## Carriera
Ha giocato nella massima serie uzbeka con Olmaliq e Nasaf.
Nel 2011 ha esordito in nazionale.

## Statistiche

### Cronologia presenze e reti in nazionale
| Cronologia completa delle presenze e delle reti in nazionale ― Uzbekistan | Cronologia completa delle presenze e delle reti in nazionale ― Uzbekistan | Cronologia completa delle presenze e delle reti in nazionale ― Uzbekistan | Cronologia completa delle presenze e delle reti in nazionale ― Uzbekistan | Cronologia completa delle presenze e delle reti in nazionale ― Uzbekistan | Cronologia completa delle presenze e delle reti in nazionale ― Uzbekistan | Cronologia completa delle presenze e delle reti in nazionale ― Uzbekistan | Cronologia completa delle presenze e delle reti in nazionale ― Uzbekistan |
| Data                                                                      | Città                                                                     | In casa                                                                   | Risultato                                                                 | Ospiti                                                                    | Competizione                                                              | Reti                                                                      | Note                                                                      |
| ------------------------------------------------------------------------- | ------------------------------------------------------------------------- | ------------------------------------------------------------------------- | ------------------------------------------------------------------------- | ------------------------------------------------------------------------- | ------------------------------------------------------------------------- | ------------------------------------------------------------------------- | ------------------------------------------------------------------------- |
| 25-3-2011                                                                 | Podgorica                                                                 | Montenegro                                                                | 1 – 0                                                                     | Uzbekistan                                                                | Amichevole                                                                | -                                                                         | 58’                                                                       |
| 1-6-2011                                                                  | Kiev                                                                      | Ucraina                                                                   | 2 – 0                                                                     | Uzbekistan                                                                | Amichevole                                                                | -                                                                         | 53’                                                                       |
| Totale                                                                    |                                                                           | Presenze                                                                  | 2                                                                         |                                                                           | Reti                                                                      | 0                                                                         |                                                                           |

## Palmarès

### Club

#### Competizioni internazionali
- Coppa dell'AFC: 1

Nasaf Qarshi: 2011